# Brandivy
Brandivy (Brandevi trong tiếng Bretagne) là một xã ở tỉnh Morbihan trong vùng Bretagne tây bắc Pháp. Xã này có diện tích 25,88 km², dân số năm 1999 là 930 người. Khu vực này có độ cao từ 28-171 mét trên mực nước biển.
Cư dân của Brandivy danh xưng trong tiếng Pháp là Brandivyens.